# Optotype
Un optotype est un symbole permettant de mesurer l'acuité visuelle.

## Description
Pour mesurer l’acuité visuelle des enfants on utilise l'optotype de Rossano créé en 1951 par les Français Roger et Hélène Rossano. Il est constitué d'échelle visuelle constituée de figures d’animaux ou d'objets communs.